# Victor McLaglen
Pour les articles homonymes, voir McLaglen.
Victor Andrew de Bier Everleigh McLaglen, dit Victor McLaglen, est un boxeur et acteur britannique naturalisé américain, né le 10 décembre 1886 à Royal Tunbridge Wells (Angleterre) et mort le 7 novembre 1959 à Newport Beach (Californie).
Il est le père du réalisateur Andrew V. McLaglen.

## Biographie

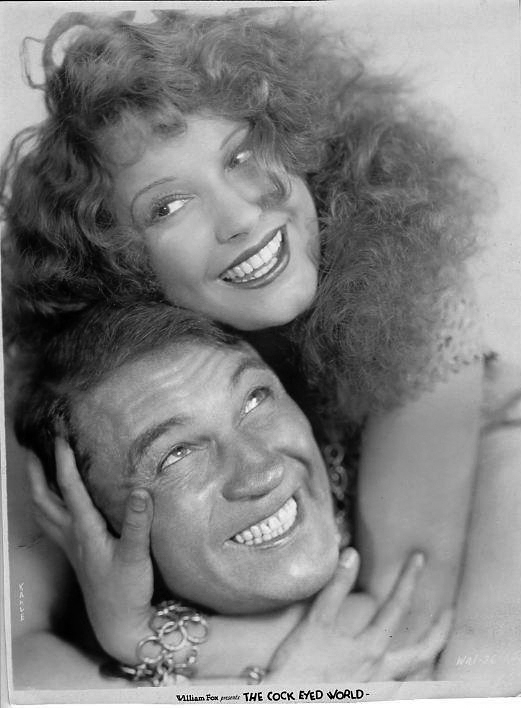
Lili Damita et McLaglen pour la photo promotionnelle de Têtes brûlées (The Cock-Eyed World) en 1929.

Fils d'un évêque anglican, Victor McLaglen part avec sa famille s'établir en Afrique du Sud. À l'âge de 14 ans, il quitte le foyer familial pour s'engager dans l'armée et participer à la seconde guerre des Boers. Lorsqu'il a 18 ans, il émigre au Canada où il gagne sa vie comme lutteur et boxeur dans la catégorie des poids lourds. Il est aussi employé dans un cirque : une prime de 25 dollars était offerte à qui tiendrait trois rounds contre lui. En 1913, il retourne au Royaume-Uni et sert durant la Première Guerre mondiale. La guerre finie, sa physionomie de boxeur lui vaut d'être embauché pour des petits rôles dans les films muets britanniques.
La carrière cinématographique de Victor McLaglen commence réellement lorsqu'il rejoint Hollywood en 1920. Il s'impose progressivement auprès des studios et du public en incarnant les bons géants et les alcooliques. Sa rencontre avec John Ford est un tournant. En 1928, Ford lui confie le rôle principal de Hangman's House et surtout, en 1934, son premier grand rôle parlant dans La Patrouille perdue. Enfin, l'année suivante avec Le Mouchard, il remporte l'oscar du meilleur acteur. Victor McLaglen qui vient d'avoir 50 ans devient alors un acteur en vue à Hollywood. Il est sollicité pour de nombreux films d'aventures, des mélodrames ou encore des films de guerre qui lui permettent d'incarner dans des seconds rôles une grande variété de personnages. Mais petit à petit au cours des années 1940, Victor McLaglen se voit proposer des films de plus en plus médiocres.
Alors que la carrière de Victor McLaglen décline, Ford fait appel à lui pour de magnifiques seconds rôles dans son cycle de la cavalerie : Le Massacre de Fort Apache en 1948, La Charge héroïque en 1949 et Rio Grande en 1950. En 1952, dans L'Homme tranquille, il incarne son dernier grand rôle et décroche une nouvelle nomination aux Oscars, cette fois dans la catégorie du meilleur second rôle. Ses prestations dans les films de Ford le remettent en selle. Cependant, malade, il doit réduire ses apparitions puis mettre un terme à sa carrière en 1958. L'année précédente, il a néanmoins tenu le rôle principal du troisième film de son fils Andrew V. McLaglen, The Abductors (en).
Victor McLaglen, qui s'était fait naturaliser citoyen américain, meurt d'une crise cardiaque le 7 novembre 1959 à Newport Beach.

## Filmographie

### Années 1920
- 1921 : Carnival
- 1922 : A Sailor Tramp : The Sailor Tramp
- 1922 : A Romance of Old Baghdad : Miski
- 1922 : Little Brother of God : King Kennidy
- 1922 : The Crimson Circle
- 1922 : La Glorieuse Aventure : Bulfinch
- 1923 : La Danseuse blessée (Woman to Woman), de Graham Cutts : L'esclave nubien
- 1923 : The Romany : The Chief
- 1923 : M'Lord of the White Road : Lord Annerley / John
- 1923 : In the Blood : Tony Crabtree
- 1923 : Heartstrings : Frank Wilson
- 1924 : Women and Diamonds : Brian Owen
- 1924 : The Gay Corinthian : Squire Hardcastle
- 1924 : The Boatswain's Mate : Ned Travers
- 1924 :  The Beloved Brute (en) de J. Stuart Blackton  : Charles Hinges
- 1924 : Abnégation (The Passionate Adventure) de Graham Cutts : Herb Harris
- 1925 : L'Appât de l'or (The Hunted Woman) de Jack Conway : Quade
- 1925 : Percy : Reedy Jenkins
- 1925 : Winds of Chance : Poleon Doret
- 1925 : Le Club des trois (The Unholy Three) de Tod Browning : Hercules, the strongman
- 1925 : Le Champion (The Fighting Heart) de John Ford : Soapy Williams
- 1926 : The Isle of Retribution : Doomsdorf
- 1926 : Men of Steel : Pete Masarick
- 1926 : Beau Geste de Herbert Brenon : Hank
- 1926 : Au service de la gloire (What Price Glory) de Raoul Walsh : Capt. Flagg
- 1927 : The Loves of Carmen de Raoul Walsh : Escamillo
- 1928 : Maman de mon cœur (Mother Machree) : The Giant of Kilkenny (Terence O'Dowd)
- 1928 : Une fille dans chaque port (A Girl in Every Port) d'Howard Hawks : Spike Madden
- 1928 : La Maison du bourreau (Hangman's House) : Citizen Denis Hogan
- 1928 : Minuit à Frisco (The River Pirate) de William K. Howard : Sailor Fritz
- 1929 : Capitaine Swing (Captain Lash) de John G. Blystone : Captain Lash
- 1929 : Le Costaud (Strong Boy) : Strong Boy
- 1929 : La Garde noire (The Black Watch) de John Ford : Capt. Donald Gordon King
- 1929 : Têtes brûlées (The Cock-Eyed World) de Raoul Walsh : Top Sergeant Flagg
- 1929 : Happy Days de Benjamin Stoloff
- 1929 : Hot for Paris de Raoul Walsh : John Patrick Duke

### Années 1930
- 1930 : On the Level d'Irving Cummings : Biff Williams
- 1930 : A Devil with Women d'Irving Cummings : Jerry Maxton
- 1931 : Three Rogues : Bull Stanley
- 1931 : Les Bijoux volés (The Slippery Pearls) : Top Sgt. Flagg
- 1931 : Not Exactly Gentlemen de Benjamin Stoloff
- 1931 : Agent X 27 (Dishonored) de Josef von Sternberg : Col. Kranau
- 1931 : Prudence avec les femmes (Women of All Nations) de Raoul Walsh : Capt ain Jim Flagg
- 1931 : Annabelle's Affairs d'Alfred L. Werker : John Rawson aka Hefly Jack
- 1931 : Wicked d'Allan Dwan : Scott Burrows
- 1932 : The Gay Caballero d'Alfred L. Werker : Don Bob Harkness aka El Coyote
- 1932 : Devil's Lottery de Sam Taylor : Jem Meech
- 1932 : While Paris Sleeps d'Allan Dwan : Jacques Costaud
- 1932 : Guilty as Hell (en) d'Erle C. Kenton : Detective Capt. T.R. McKinley
- 1932 : Rackety Rax d'Alfred L. Werker : 'Knucks' McGloin
- 1933 : Dick Turpin de Victor Hanbury : Dick Turpin
- 1933 : Fille de feu (Hot Pepper) de John G. Blystone : Jim Flagg
- 1933 : Laughing at Life de Ford Beebe : Dennis P. McHale
- 1934 : La Patrouille perdue (The Lost Patrol) de John Ford : Sergeant
- 1934 : No More Women (en) d'Albert S. Rogell : Forty-Fathoms
- 1934 : Wharf Angel de William Cameron Menzies : Turk
- 1934 : Rythmes d'amour (Murder at the Vanities) de Mitchell Leisen : Police Lt. Bill Murdock
- 1934 : Le capitaine déteste la mer (The Captain Hates the Sea) de Lewis Milestone : Schulte
- 1935 : Rivaux (Under Pressure) de Raoul Walsh : Jumbo Smith
- 1935 : Meurtre au Grand Hôtel (The Great Hotel Murder) d'Eugene Forde : Andrew W. 'Andy' McCabe
- 1935 : Le Mouchard (The Informer) de John Ford : Gypo Nolan
- 1935 : Professional Soldier de Tay Garnett : Michael Donovan
- 1936 : Annie du Klondike (Klondike Annie) de Raoul Walsh : Bull Brackett
- 1936 : Sous deux drapeaux (Under two flags) de Frank Lloyd : J.C. Doyle
- 1936 : La Brute magnifique (Magnificent Brute) de John G. Blystone : Big Steve
- 1937 : Les Démons de la mer (Sea Devils) de Benjamin Stoloff : CPO William 'Medals' Malone
- 1937 : Nancy Steele a disparu (Nancy Steele Is Missing!) de George Marshall : Dannie O'Neill
- 1937 : Sa dernière chance (This Is My Affair) William Seiter : Jock Ramsay
- 1937 : La Mascotte du régiment (Wee Willie Winkie) de John Ford : Sgt. Donald MacDuff
- 1938 : Pacific Liner de Lew Landers : J.B. 'Crusher' McKay, Chief Engineer
- 1938 : Les Deux Bagarreurs (Battle of Broadway) de George Marshall : Big Ben Wheeler
- 1938 : The Devil's Party de Ray McCarey : Marty Malone
- 1938 : C'était son homme (We're Going to Be Rich), de Monty Banks : Dobbie
- 1939 : Gunga Din de George Stevens : Sgt. 'Mac' MacChesney
- 1939 : Let Freedom Ring (en) de Jack Conway : Chris Mulligan
- 1939 : Capitaine Furie (Captain Fury) de Hal Roach : Blackie
- 1939 : Ex-Champ de Phil Rosen : Tom 'Gunner' Grey
- 1939 : Full Confession de John Farrow : McGinnis
- 1939 :  Rio de John Brahm : Dirk
- 1939 : The Big Guy (en) d'Arthur Lubin : Warden Bill Whitlock

### Années 1940
- 1940 : Pago Pago, île enchantée (South of Pago Pago) d'Alfred E. Green : Bucko Larson
- 1940 : Diamond Frontier d'Harold Schuster : Terrence Regan
- 1941 : Broadway Limited de Gordon Douglas : Maurice 'Mike' Monohan
- 1942 : À nous la marine (Call Out the Marines) de William Hamilton et Frank Ryan : Jimmy McGinnis
- 1942 : Powder Town de Rowland V. Lee : Jeems O'Shea
- 1942 : La Pagode en flammes (China Girl) de Henry Hathaway : Major Weed
- 1943 : Et la vie recommence (Forever and a Day) : Archibald Spavin (hôtel doorman)
- 1944 : Tampico, de Lothar Mendes : Fred Adamson
- 1944 : Roger Touhy, Gangster (en) : de Robert Florey : Herman 'Owl' Banghart
- 1944 : La Princesse et le Pirate (The Princess and the Pirate) de David Butler : Captain Barrett ak The Hook
- 1945 : Rough, Tough and Ready de Del Lord : Owen McCarey
- 1945 : Love, Honor and Goodbye d'Albert S. Rogell : Terry O'Farrell
- 1946 : Tragique Rendez-vous (Whistle Stop) de Léonide Moguy : Gitlo
- 1947 : Musique aux étoiles (Calendar Girl) d'Allan Dwan : Matthew O'Neil
- 1947 : The Michigan Kid de Ray Taylor : Curley
- 1947 : La Fière Créole (The Foxes of Harrow) de John Stahl : Captain Mike Farrell
- 1948 : Le Massacre de Fort Apache (Fort Apache) de John Ford : Sgt. Festus Mulcahy
- 1949 : La Charge héroïque (She Wore a Yellow Ribbon) de John Ford : Top Sgt. Quincannon

### Années 1950
- 1950 : Rio Grande de John Ford : Sgt. Maj. Timothy Quincannon
- 1952 : L'Homme tranquille (The Quiet Man) de John Ford : Squire 'Red' Will Danaher
- 1953 : Trouble in the Glen de Herbert Wilcox : Parlan
- 1953 : Toutes voiles sur Java (Fair Wind to Java) de Joseph Kane : O'Brien
- 1954 : Prince Vaillant (Prince Valiant) d'Henry Hathaway : Boltar
- 1955 : L'Aventure fantastique (Many Rivers to Cross) de Roy Rowland : Mr. Cadmus Cherne
- 1955 : City of Shadows de William Witney : Big Tim Channing
- 1955 : Bengazi (en) de John Brahm : Robert Emmett Donovan
- 1955 : Madame de Coventry (Lady Govina) d'Arthur Lubin : Grimald
- 1956 : Le Tour du monde en quatre-vingts jours (Around the World in Eighty Days) de Michael Anderson : Helmsman of the 'Henrietta'
- 1957 : The Abductors (en) d'Andrew V. McLaglen : Tom Muldoon
- 1958 : Requins de haute mer (Sea Fury) de Cy Endfield : Capitaine Bellew
- 1958 : Les Italiens sont fous (Gli italiani sono matti) de Duilio Coletti : sergent O'Riley

## Référence
1. ↑  (en) « Présentation du boxeur Victor McLaglen », sur cyberboxingzone.com (consulté le 4 janvier 2021)